# Àixraf Khan
Aixraf Khan Ghilzay fou sobirà de l'Afganistan i Pèrsia del 1725 al 1729. Era el fill gran d'Abd al-Aziz Khan i nebot de Mir Ways i pertanyia a la línia dels hotak, una de les tribus dominants de la confederació paixtu dels ghilzay.
Va participar en la invasió de Pèrsia el 1721-1722. Quan el seu cosí Mahmud Hotaki Ghilzay, al que estava enemistat per qüestions familiars, va deposar el darrer xa safàvida Sultan Husayn II i es va proclamar xa a Esfahan el 1722, Ashraf va retornar a Kandahar però fou cridat a Esfahan pels caps de l'exèrcit contraris a Mahmud Khan, i va preparar diversos complots contra el seu cosí i fou detingut, però alliberat al cap de poc de la presó per oficials de l'exèrcit que li eren favorables, i amb el suport de bona part dels militars el va enderrocar i va assolir el poder el 22 d'abril de 1725. Mahmud va morir al cap de tres dies (25 d'abril) oficialment de malaltia però probablement estrangulat, i Ashraf fou coronat l'endemà. Llavors va demanar la restitució dels territoris fronterers annexionats per Rússia i l'Imperi Otomà darrerament.
Com a conseqüència va estar en guerra contra els otomans i contra Rússia iniciades pels turcs la primavera del 1726 a l'Azerbaidjan; per evitar la instal·lació d'un xa safàvida titella, Ashraf va fer matar Sultan Huseyn que estava presoner a Esfahan (tardor del 1726); després va avançar contra els turcs i els va derrotar a Khorramabad al sud de Hamadan (30 de novembre de 1726) mercès a la deserció de la cavalleria turca, convençuda per agents afgans de què els sunnites afganesos i els turcs i kurds no s'havien d'enfrontar, ja que l'enemic eren els xiïtes iranians. Es van obrir negociacions de pau que van portar al tractat d'octubre de 1727 en què Ashraf va renunciar als territoris que reclamava però fou reconegut com a xa. Tot seguit va dirigir la seva atenció als russos que avançaven per Gilan; quan es va dirigir contra ells fou derrotat a Langarud (1727) i va haver de signar la pau de Rasht (febrer de 1729) que de fet el reconeixia com a xa.
Els iranians no estaven (excepte la tribu shahsevan) al seu favor i hi va haver revoltes: entre les secundàries la més forta va aixecar uns suposats descendents dels safàvides a Kirman el 1726-1728 on fou proclamat Sayyed Ahmad, descendent d'una filla de Shah Sulayman; altres van esclatar a territori dels bakhtiyari i al Belutxistan amb altres pretendents; i la principal la dirigia l'únic verdader descendent safàvida amb dret: Tahmasp, únic fill viu de Sultan Husayn, que estava refugiat al Mazanderan que va aconseguir el suport dels caps tribals dels qadjar i dels afshar. Un d'aquest caps era Nadir Kuli Beg Afshar (conegut per Nadir Shah o Nader Shah) que va esdevenir el principal cap militar de Tahmasp; l'exèrcit de Nadir va obtenir la primera victòria significativa en ocupar Mashad l'11 de novembre de 1726, que de fet era independent sota un potentat local, Malik Mahmud al-Sistani. Progressivament els afshar van dominar el nord-est
Ashraf primer va menysprear aquestes revoltes, que podia liquidar fàcilment, però la de Nadir Shah i Tahmasp era més perillosa i finalment va decidir posar-hi final. Llavors fou derrotat per Nadir a la batalla de Mehmandust prop de Damghan el 29 de setembre de 1729. Nadir va passar a l'ofensiva i Ashraf Khan va fracassar en el bloqueig del pas de Khar a l'est de Varamin i va haver d'abandonar Teheran on es va instal·lar Tahmasp mentre Ashraf Khan es retirava cap a Esfahan amb Nadir a l'esquena. per por d'una revolta en favor del príncep safàvida, les tropes afganeses van saquejar Esfahan i van matar molts habitants (incloent 3000 ulemes i notables); Va rebre llavors ajut otomà i va marxar contra Nadir a Murcakvort a uns 50 km al nord-oest; els afganesos van patir moltes baixes en la lluita que va seguir que en part fou una batalla cos a cos. El 13 de novembre de 1729 Ashraf va abandonar la seva capital a la qual va entrar Nadir tres dies després; la ciutat havia estat saquejada per la població i estava en molt mal estat quan Tahmasp s'hi va presentar al cap d'un mes.
Ashraf encara disposava d'un exèrcit de 20000 homes i el tresor i seguia en lluita. Nadir aviat el va empaitar i el va derrotar a prop de Zarkan (al costat de Shiraz), derrotant també un destacament de rereguarda a Pol-e Fasa (16 km al sud-est de Siraz), però Ashraf va poder fugir al Luristan; en la fugida les restes de l'exèrcit afganès es va desintegrar i algun van fugir en vaixells que van trobar a Bandar Abbas però foren fets presoners pels àrabs del golf i enviats com esclaus a Bahrain i Mascat; Ashraf va provar de fugir per mar cap a Bàssora on esperava obtenir suport otomà, però no ho va aconseguir i la seva única opció era marxar per terra fins a Kandahar; així ho va fer però mentre creuava el desert oriental fou atacat per una banda de balutxis prop de la frontera amb Sistan i va resultar mort (hivern del 1730); aquests balutxis estaven a les ordes d'Husayn, cosí d'Ashraf que volia venjar la mort de Mahmud Khan i s'havia independitzat d'Ashraf al Balutxistan.